# Hans Petersson i Röstånga
Hans Ebbe Petersson (i riksdagen kallad Petersson i Röstånga), född 5 juni 1926 i Björnekulla socken, död 16 februari 2001 i Ängelholm, var en svensk folkskollärare och politiker (folkpartist). 
Hans Petersson, som var son till en handlare, var i ungdomen radiomontör men tog 1955 folkskollärarexamen och var därefter folkskollärare i Kattarp 1955-1957 och i Röstånga 1957-1970. Han var också ledamot i Röstånga municipalfullmäktige 1963-1967 Röstånga kommunalfullmäktige 1963-1968 samt efter kommunsammanslagningen i Svalöv kommunalfullmäktige 1969-1970.
Petersson var riksdagsledamot i första kammaren för Malmöhus läns valkrets 1970 samt i enkammarriksdagen 1971-1988. I riksdagen var han bland annat suppleant i konstitutionsutskottet 1970 och justitieutskottet 1976-1982. Han var engagerad i rättsfrågor, socialpolitik och regional utveckling.